# حمله ۲۰۱۷ استکهلم

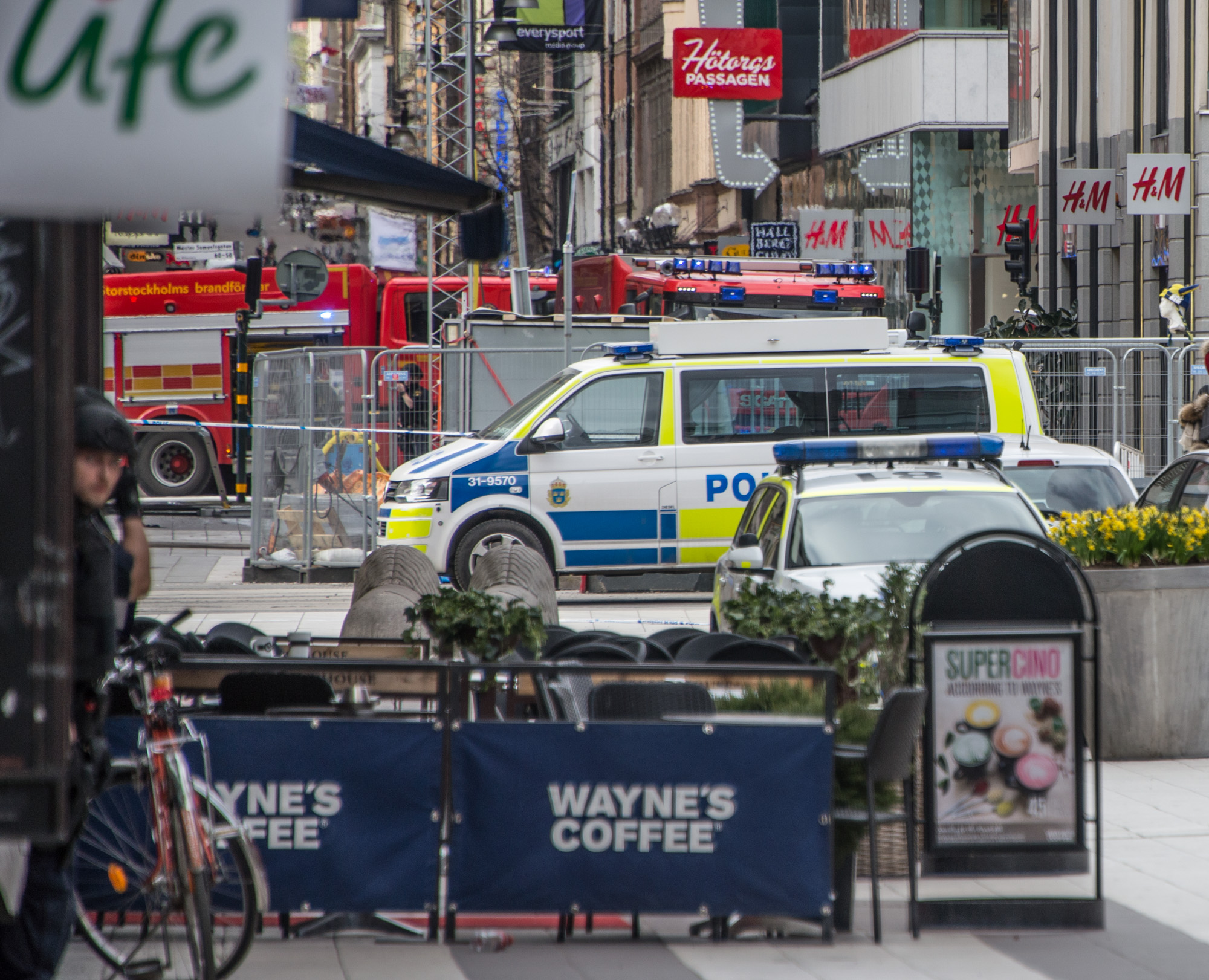

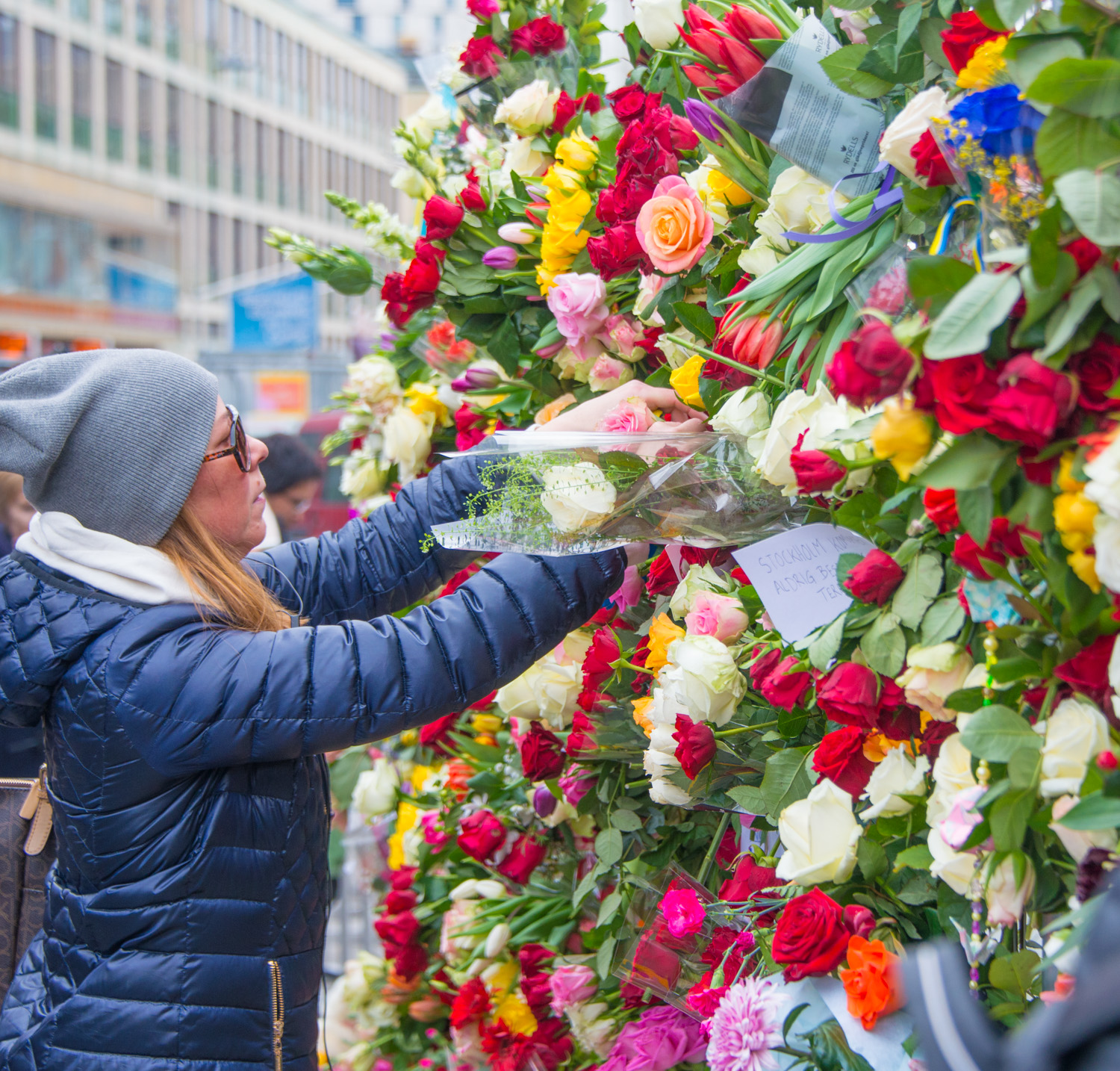
A "sea of flowers" just outside the Åhléns department store in Stockholm the day after the attack.

در تاریخ ۷ آوریل ۲۰۱۷ در حدود ساعت ۱۴:۵۳ به وقت محلی (ساعت تابستانی اروپای مرکزی) بر پایه ی گزارش سرویس امنیتی سوئد (SÄPO) یک کامیون ربوده شده عمداً در امتداد خیابان Drottninggatan بر روی عابران حاضر در خیابان راند و سپس کامیون را به جلوی فروشگاه Åhléns در مرکز شهر استکهلم، پایتخت سوئد کوبید. کامیون باعث مرگ ۵ تن شد و حدود ۱۵ تن نیز زحمی شده‌اند. مظنون از مکان حادثه گریخته است. پلیس این حادثه را یک عمل تروریستی برشمرد و اعلام نمود.    یک مرد ۳۹ ساله اهل ازبکستان به نام «رحمت آکیلوف» (Rakhmat Akilov) که یک پناهنده رد صلاحیت پناهندگی است نیز به عنوان مظنون این حادثه دستگیر شد.

## تلفات
در نتیجه حمله ۵ نفر شامل یک کودک کشته شدند.
| کشور     | کشته |
| -------- | ---- |
| سوئد     | ۲    |
| بریتانیا | ۱    |
| بلژیک    | ۱    |